# William Healey Dall
William Healey Dall, (21. srpna 1845 – 27. března 1927), byl americký přírodovědec.

## Život
Dall se narodil v Bostonu. Jeho otec Charles Henry Appleton Dall, (1816-86), se v roce 1855 přestěhoval do Indie jako misionář. Jeho rodina však zůstala v Massachusetts, kde Dallova matka Caroline Wells Healey byla učitelkou.

## Publikace
Publikoval více než 1600 dokumentů, recenzí a komentářů, popisující 5302 druhů, mnohé z nich měkkýši. Mnohé z těchto dokumentů byly krátké. Popsal některé druhy, jen na několik krátkých vět, jako "Je to malý bílý hlemýžď, žijící na Aljašce". Popisy, jako jsou tyto, jsou v podstatě k ničemu. Na druhou stranu jiné dokumenty byly vyčerpávající monografie.